# Abdulaziz Al-Muqbali
Abdul Aziz Humaid Mubarak Al-Muqbali (általában csak Abdulaziz Al-Muqbali (arabul: عبد العزيز بن حميد المقبالي) (Sohar, 1989. április 23. –) ománi labdarúgó, az élvonalbeli Fanja SC csatára.

## Pályafutása

### A válogatottban
A 2014-es világbajnoki selejtezőkön mutatkozott be az  ománi válogatottban  az Ausztrália elleni mérkőzésen. Első gólját 2012. február 29-én szerezte a Thaiföld elleni 2–0-s győzelem során.